# House of Lords (Lords of the Underground)
House of Lords è il quarto album del gruppo musicale hip hop statunitense Lords of the Underground, pubblicato nel 2007 a distanza di otto anni dal precedente. Nell'intro è presente una risposta a Hip Hop Is Dead di Nas.
| Recensione | Giudizio |
| ---------- | -------- |
| AllMusic   | positivo |

## Tracce
1. Intro – 0:44 (musica: The ARE)
2. I Love Hip Hop – 3:14 (musica: The ARE)
3. Fab 3 – 3:22 (musica: Rise)
4. English Mami – 3:38 (musica: Funkman, Sedeck Jean)
5. Yes Were Fresh – 3:20 (musica: Regg)
6. Belly of the Beast – 3:53 (musica: Sedeck Jean)
7. Hum It Out – 3:22 (musica: The ARE)
8. Slick Talk (feat. Jannyse) – 3:25 (musica: Epic)
9. Say My Name – 3:54 (musica: DJ Lord Jazz)
10. No Pass – 2:37 (musica: Rise)
11. To Love Me – 4:02 (musica: Rise)
12. The Clinic – 3:32 (musica: Lounge Lizzards)
13. Certified – 2:47 (musica: Rise)
14. What Yall Wanna Know – 3:26 (musica: Marley Marl)
15. What Is an MC – 3:21 (musica: Josh Beats)
16. Remember Me – 3:39 (musica: DJ Lord Jazz)